# Distrito de Lausana
O Distrito de Lausana na Suiça, tem como capital a cidade de Lausana, e é um dos outros dez distritos que compõem o  Cantão de Vaud.

## Histórico
Depois da re-estructuração das comunas da suíça do Cantão de Vaud, em Janeiro de 2008, o distrito de Lausana que era composto por 12 comunas passou a ter unicamente 6 já que Belmont-sur-Lausanne, Paudex e Pully passaram para o distrito de Lavaux-Oron que foi criado nessa altura, e que as comunas Crissier, Prilly e Renens foram das que serviram a criar o novo  distrito do Oeste lausanês .

## Dados
O novo distrito de Lausana diminuiu de superfície e agora só tem 63,23 km² o que não impede de ainda assim ter uma população de 150 362 hab. para uma densidade apreciável de 2 378 hab/km² - censo de 2010 -, densidade que forçosamente aumentou visto ter perdido zonas agrícolas e tem ficado prioritariamente com a cidade de Lausana e arrabaldes.

## Geografia
O distrito de Lausana é rodeado a Este pelo distrito de Lavaux-Oron a quem cedeu  3 comunas, a Norte e pelo distrito de Gros-de-Vaud, a Este pelo distrito de Morges, e a Sul estende-se o Lago Lemano.

## Imagens

Bandeira do Cantão de Vaud
Escudo de Lausana Capital do distrito
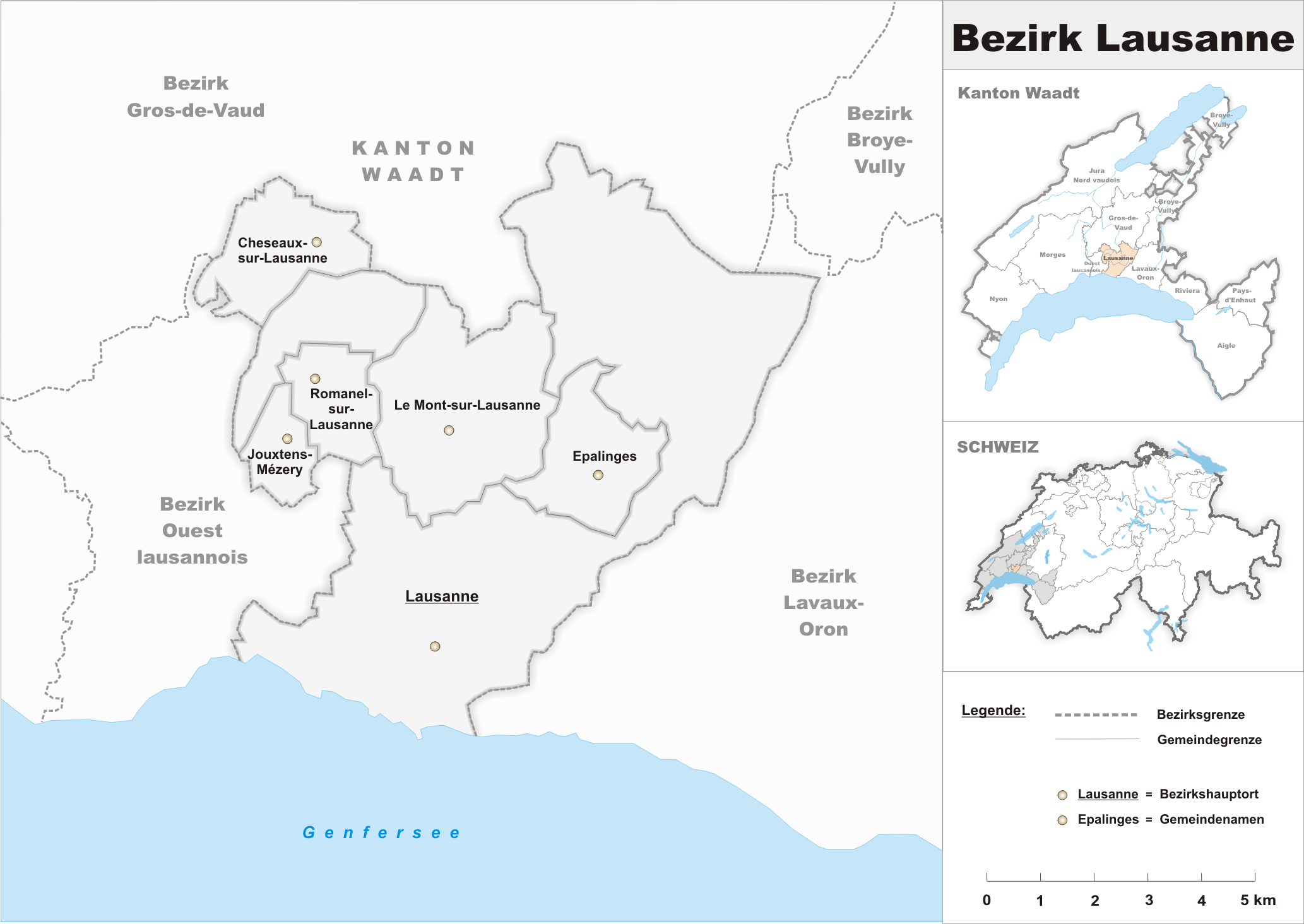
Distrito de Lausana e comunas

## Comunas
Lista das 6 comunas que compõem o distrito de Lausana.
| Cheseaux-sur-Lausanne |
| Épalinges             |
| Jouxtens-Mézery       |
| Lausanne              |
| Le Mont-sur-Lausanne  |
| Romanel-sur-Lausanne  |